# Little Giant
Little Giant (1946) es una película estadounidense del género comedia protagonizada por Bud Abbott y Lou Costello y  dirigida por William A. Seiter.

## Argumento
Un muchacho de pueblo llamado Benny Miller (Lou Costello), ha estado tomando clases de fonógrafo por correspondencia. Al finalizar el curso, Benny deja a su madre (Mary Gordon) y a su novia Marta (Elena Verdugo) para seguir una carrera en Los Ángeles. Se organiza una reunión con su tío Clarence (George Cleveland), contable en una empresa de aspiradoras. Cuando llega a pedir trabajo, el gerente de ventas, John Morrison (Bud Abbott), lo confunde con uno de los modelos de audición de la moda. La esposa de Morrison, Hazel Temple (Jacqueline de Wit), descubre el error y sugiere que se contrate a Benny. Por desgracia, Benny es despedido de su puesto de vendedor después de sólo un día. Clarence transfiere a Benny a la delegación de la compañía en Stockton, que es dirigida por el primo de Morrison, Tom Chandler (también interpretado por Bud Abbott).

## Elenco
| Intérprete       | Personaje                         |
| ---------------- | --------------------------------- |
| Bud Abbott       | Eddie L. Morrison - T.S. Chandler |
| Lou Costello     | Benny Miller                      |
| Brenda Joyce     | Miss Ruby Burke                   |
| Jacqueline deWit | Hazel Morrison                    |
| Elena Verdugo    | Martha Hill                       |
| Mary Gordon      | Ma Miller                         |
| Pierre Watkin    | Van Loon                          |
| George Cleveland | Clarence Goodring                 |
| Margaret Dumont  | Sra. Hendrickson                  |

## Enlace
- Oficial sitio web Abbott and Costello

- Datos: Q3795147